# Campylopterus duidae
A Campylopterus duidae a madarak (Aves) osztályába, ezen belül a  sarlósfecske-alakúak (Apodiformes) rendjéhez és a kolibrifélék (Trochilidae) családjához tartozó faj.

## Rendszerezése
A fajt Frank Chapman amerikai ornitológus írta le 1929-ban.

## Alfajai
- Campylopterus duidae duidae Chapman, 1929
- Campylopterus duidae guaiquinimae Zimmer & W. H. Phelps, 1946[2]

## Előfordulása
Dél-Amerikában, Brazília és Venezuela területén honos. Természetes élőhelyei a szubtrópusi és trópusi hegyi esőerdők és cserjések. Állandó, nem vonuló faj.

## Megjelenése
Testhossza 12 centiméter.

## Életmódja
Nektárral, apró pókokkal és rovarokkal táplálkozik.

## Természetvédelmi helyzete
Az elterjedési területe nagyon nagy, egyedszáma pedig ismeretlen. A Természetvédelmi Világszövetség Vörös listáján nem fenyegetett fajként szerepel.